# Pedro de Alcântara af Orléans og Bragança
Pedro de Alcântara af Orléans og Bragança, fyrste af Grão-Pará (fransk: Pierre d'Alcantara Louis Philippe Marie Gaston Michel Gabriel Raphaël Gonzague d'Orléans-Bragance), (portugisisk: Pedro de Alcântara Luís Filipe Maria Gastão Miguel Gabriel Rafael Gonzaga de Orléans e Bragança) (født 15. oktober 1875 i Petrópolis ved Rio de Janeiro, Brasilien, død 29. januar 1940 samme sted) var en fransk–brasiliansk prins.

## Forfædre
Han var søn af Gaston, greve af Eu (1842 – 1922) og den kejserlige prinsesse Isabel af Brasilien (1846 – 1921).
Prins Pedro de Alcântara var sønnesøn af Ludvig Karl af Orléans, hertug af Nemours (1814 – 1896) og oldesøn (sønnesøns søn) af kong Ludvig-Filip af Frankrig (1773 – 1850). Han var dattersøn af Pedro 2. af Brasilien samt oldesøn (sønnedatters søn) af Pedro 1. af Brasilien og Maria Leopoldina af Østrig. Desuden oldesøn (datterdatters søn) af Frans 1. af Begge Sicilier.
Han var tipoldesøn af hertug Ludvig Filip af Orléans (Philippe Égalité), kong Ferdinand 1. af Begge Sicilier, Maria Karolina af Østrig, regerende hertug Franz Friedrich af Sachsen-Coburg-Saalfeld, Johan 6. af Portugal, Carlota Joaquina af Spanien, Frans 2. (Tysk-romerske rige) og Karl 4. af Spanien.
Prins Pedro de Alcântara var tiptipoldesøn af hertug Ludvig Filip 1. af Orléans, kong Karl 3. af Spanien, kejser Frans 1. Stefan (Tysk-romerske rige) og kejserinde Maria Theresia af Østrig.
Han var også en efterkommer af den danske kongedatter Leonora Christina Ulfeldt og hendes gemal Corfitz Ulfeldt.